# Unitaire groep
In de wiskunde is de unitaire groep van graad {\displaystyle n}, aangeduid met {\displaystyle U(n)}, de groep van {\displaystyle n\times n} unitaire matrices, met de groepsbewerking matrixvermenigvuldiging. De unitaire groep is een ondergroep van de algemene lineaire groep {\displaystyle GL(n,C)}. 
In het geval dat {\displaystyle n=1}, correspondeert de groep {\displaystyle U(1)} met de cirkelgroep, bestaande uit alle complexe getallen met absolute waarde 1 onder vermenigvuldiging. Alle unitaire groepen bevatten kopieën van deze groep.
De unitaire groep {\displaystyle U(n)} is een echte lie-groep van dimensie {\displaystyle n^{2}}. De lie-algebra van {\displaystyle U(n)} bestaat uit complexe {\displaystyle n\times n} scheef-Hermitische matrices, met de lie-haak gegeven door de commutator. 
De algemene unitaire groep, ook wel de groep van unitaire gelijkenissen genoemd, bestaat uit alle matrices {\displaystyle \mathbf {A} } zodanig dat 
{\displaystyle \mathbf {A} ^{*}\mathbf {A} } een ander veelvoud van de identiteitsmatrix is dan de nulmatrix, en alleen het product is van de unitaire groep met de groep van alle positieve veelvouden van de identiteitsmatrix.
De speciale unitaire groep is de groep van alle unitaire matrices waarvan de determinant gelijk is aan 1.
- Dit artikel of een eerdere versie ervan is een (gedeeltelijke) vertaling van het artikel Unitary group op de Engelstalige Wikipedia, dat onder de licentie Creative Commons Naamsvermelding/Gelijk delen valt. Zie de bewerkingsgeschiedenis aldaar.